# Топчийско
 Тази статия е за селото.  За туристическата хижа вижте Топчийско (хижа).  
Топчѝйско е село в Югоизточна България, община Руен, област Бургас.

## География
Село Топчийско е разположено в Източна Стара планина, на билото на Еминска планина в западната ѝ част, на около 3 km на изток-североизток от село Добра поляна. Общинският път през селото води на запад от Топчийско през Средна махала и Добра поляна към село Руен и връзка с минаващия през него в направление запад – изток третокласен републикански път III-2085, а на изток от Топчийско – през селата Припек, Подгорец и Сини рид към връзка отново с републиканския път III-2085 западно от село Просеник. Надморската височина в центъра на селото при джамията е около 463 m. На около километър северозападно от Топчийско тече река Балабандере.
Населението на село Топчийско нараства от 569 души към 1934 г. до максимума си – 1011 души към 1985 г., а през следващите години намалява до 862 души (по текущата демографска статистика за населението) към 2018 г.
При преброяването на населението към 1 февруари 2011 г., от обща численост 905 лица, за 900 лица е посочена принадлежност към „турска“ етническа група.

## История
След края на Руско-турската война 1877 – 1878 г., по Берлинския договор селото остава на територията на Източна Румелия. От 1885 г. – след Съединението, то се намира в България с името Топчу махле. Преименувано е на Топчийско през 1934 г.

## Население

### Етнически състав
Численост и дял на етническите групи според преброяването на населението през 2011 г.:
|                     | Численост |
| Общо                | 905       |
| Българи             | -         |
| Турци               | 900       |
| Цигани              | -         |
| Други               | -         |
| Не се самоопределят | -         |
| Неотговорили        | 3         |

## Икономика
До началото на XXI век основен поминък е тютюнопроизводството. Трудоспособното население е заето и в туризма поради близостта с големите курорти – Слънчев бряг, Несебър и други.

## Религии
Изповядваната религия в село Топчийско е ислям.

## Обществени институции
Село Топчийско към 2020 г. е център на кметство Топчийско.
В село Топчийско към 2020 г. има:
- действащо читалище „Атанас Манчев – 1959 г.“;[8][9]
- действащо общинско основно училище „Реджеб Кюпчю“;[10]
- постоянно действаща джамия;[11]
- пощенска станция.[12]

## Културни и природни забележителности
На около два километра от селото се намира хижа „Топчийско“ (старо име: Народен юмрук). В непосредствена близост до нея е разположен парков комплекс с паметник, посветен на загинали партизани от отряд „Народен юмрук“.

## Спорт
Съществува футболен клуб, който се нарича ФК „Топчийско“ Той участва успешно в бургаската „Б“ регионална група Център.